# فولكس فاجن بورا
فولكس فاجن بورا (Volkswagen Bora) وتسم أيضا «فولكس فاجن جيتا» هي نموذج الفئة المدمجة من الشركة المصنعة للسيارة الألمانية فولكس فاجن. جاءت بورا بعد فولكس فاجن فينتو في عام 1998.
تعد فولكس فاجن من أهم الشركات في العالم لتصنيع السيارات وتجمع هذا الشركة العديد من الاصدارات والموديلات قد تختلف عن بعضها من ناحيه الشكل ولكن تضل المميزات و فخامه واحده وهنا سوف نتعرف عن نوع من أنواع فولكس فاجن وهي فولكس فاجن بورا هي سيارة قد تكون شبابيه الكثير يراها من أفضل أنواع موديلات الشركة